# Brenda González
Brenda María González (23 de marzo de 1993) es una participante de concurso de belleza argentina ganadora del título Miss Argentina 2013, año en que representó a su país en el concurso de Miss Universo 2013.

## Miss Argentina 2013
Brenda González fue coronada Miss Universo Argentina 2013 el 14 de septiembre de 2013. González de 20 años, nacida en la ciudad de Rosario, representó a Argentina en el Miss Universo 2013 el 9 de noviembre de 2013 en Moscú, Rusia pero no alcanzó las semifinales.